# Witalij Pazura
Witalij Iwanowytsch Pazura (ukrainisch Віталій Іванович Пацура, engl. Transkription Vitaliy Patsura; * 19. Juni 1997) ist ein ukrainischer Poolbillardspieler aus Kiew. Er wurde 2016 Europameister in der Disziplin 8-Ball und 2018 U23-Europameister im 9-Ball.

## Karriere

### Poolbillard

#### Einzel
Im Dezember 2009 nahm Pazura zum ersten Mal an der ukrainischen Meisterschaft der Herren teil und erreichte beim 10-Ball-Wettbewerb das Viertelfinale. Ein Jahr später erreichte er im 9-Ball das Viertelfinale. Im Juni 2011 wurde er in den Disziplinen 8-Ball und 9-Ball Ukrainischer Juniorenmeister. Bei den Herren wurde er im selben Jahr Fünfter im 8-Ball. Im Juli 2012 wurde er bei der ukrainischen Juniorenmeisterschaft Vizemeister in den Disziplinen 8-Ball, 9-Ball und 10-Ball, nachdem er dreimal im Finale gegen Leonid Klischtschar verloren hatte. Wenig später nahm er erstmals an der Schüler-Europameisterschaft teil. Gleich bei seinem ersten Wettbewerb (10-Ball; am 14/1-endlos-Wettbewerb hatte er nicht teilgenommen) zog er ins Halbfinale ein, in dem er dem späteren Europameister Joshua Filler mit 3:6 unterlag. Anschließend erreichte er im 8-Ball das Halbfinale und im 9-Ball das Achtelfinale. Im Dezember gewann er seine ersten Medaillen bei der ukrainischen Meisterschaft der Herren, als er im 9-Ball und 10-Ball das Halbfinale erreichte und gegen Artem Koschowyj ausschied.
Im Juli 2013 wurde Pazura in allen vier Disziplinen ukrainischer Juniorenmeister. Bei der Schüler-EM 2013 kam er hingegen nicht über das Viertelfinale hinaus. Bei der ukrainischen Meisterschaft 2013 zog er bei drei Wettbewerben ins Endspiel ein und traf dort jeweils auf Artem Koschowyj, gegen den er zuvor im 14/1 endlos im Viertelfinale ausgeschieden war. Nachdem Pazura im 8-Ball und im 9-Ball verloren hatte, setzte er sich im 10-Ball mit 8:5 durch und wurde erstmals Ukrainischer Meister. Im März 2014 nahm er in Kyrenia erstmals an der Herren-Europameisterschaft teil. Dort erreichte er im 14/1 endlos und im 8-Ball die Finalrunde, schied aber jeweils in der Runde der letzten 64 aus. Anschließend nahm er zum ersten Mal an einem Euro-Tour-Turnier teil, den North Cyprus Open 2014, und schied in der Vorrunde aus. Bei der ukrainischen Juniorenmeisterschaft 2014 gelang ihm in allen vier Disziplinen die Titelverteidigung. Bei der Junioren-EM 2014 gewann er im 10-Ball und im 8-Ball die Bronzemedaille, nachdem er im Halbfinale gegen Joshua Filler beziehungsweise Raphael Wahl ausgeschieden war. Ende des Jahres zog er bei der nationalen Meisterschaft bei drei Wettbewerben ins Finale ein und verlor jeweils knapp gegen Koschowyj. Lediglich im 14/1 endlos war er bereits im Halbfinale ausgeschieden, ebenfalls gegen Koschowyj.
2015 wurde Pazura zum dritten Mal in Folge in allen vier Disziplinen ukrainischer Juniorenmeister. Kurz darauf nahm er zum letzten Mal an der Junioren-Europameisterschaft teil. Nachdem er im 14/1 endlos das Halbfinale erreicht hatte, wurde er im 10-Ball durch einen 7:5-Finalsieg gegen Sergei Luzker Junioren-Europameister. Anschließend erreichte er das Achtelfinale im 8-Ball und das Halbfinale im 9-Ball. Im Dezember 2015 gewann er bei der ukrainischen Meisterschaft durch einen 8:3-Sieg im Finale gegen Walerij Kowtun den Titel im 9-Ball. Zuvor hatte er das Finale im 14/1 endlos mit 94:100 gegen Leonid Klischtschar verloren und im 8-Ball den dritten Platz belegt. Im 10-Ball wurde er nach einer 4:8-Finalniederlage gegen Klischtschar Vizemeister.
Im April 2016 nahm Pazura zum zweiten Mal an der Europameisterschaft der Herren teil. Nachdem er im 14/1 endlos und im 10-Ball in der Runde der letzten 64 ausgeschieden war, zog er im 8-Ball, nach Siegen gegen die früheren Europameister Marcus Chamat, Niels Feijen und Šandor Tot, ins Finale ein, in dem er durch einen 8:7-Sieg gegen den Spanier Francisco Sánchez als erster Ukrainer Europameister wurde. Beim abschließend stattfindenden 9-Ball-Wettbewerb schied er in der Runde der letzten 64 gegen den Portugiesen Miguel Silva aus. Bei den im Anschluss an die EM ausgetragenen Austrian Open schied er in der Vorrunde aus. Im November 2016 erreichte er beim Kremlin Cup die Runde der letzten 32, in der er mit 1:8 gegen Maxim Dudanez verlor. Wenige Tage später gewann er das Finalturnier der ukrainischen 9-Ball-Pokalserie. Bei der ukrainischen Meisterschaft 2016 gewann er drei Meistertitel. Nachdem er im 14/1 endlos im Achtelfinale ausgeschieden war, gewann er das 8-Ball-Finale mit 7:2 gegen Arsen Petrossow. In den Endspielen im 9-Ball und 10-Ball besiegte er Jewhen Talow mit 8:5 beziehungsweise 8:1. Wenige Tage später gewann er zudem durch einen 7:0-Finalsieg gegen Dmytro Mamut die ukrainische 9-Ball-Studentenmeisterschaft.
Bei der EM 2017 schied Pazura im 14/1 endlos und im 10-Ball in der Vorrunde aus. Beim 8-Ball-Wettbewerb erreichte er die Runde der letzten 32, in der er dem Slowaken Jakub Koniar mit 4:8 unterlag. Im 9-Ball schied er in der Runde der letzten 64 gegen Mateusz Śniegocki aus. Anschließend zog Pazura bei den Portugal Open 2017, seiner dritten Euro-Tour-Teilnahme, erstmals in die Finalrunde ein. Dort besiegte er Fjodor Gorst mit 9:5, bevor er sich im Achtelfinale dem späteren Turniersieger Nick van den Berg nach einer 4:0-Führung mit 8:9 geschlagen geben musste. Beim Kremlin Cup 2017 schied er in der Vorrunde aus. Im November 2017 gewann er durch einen 7:1-Sieg gegen Oleksandr Hara erneut das Finalturnier des ukrainischen 9-Ball-Pokals. Einen Monat später wurde er in allen vier Disziplinen ukrainischer Meister, nachdem er sich viermal im Endspiel gegen Mykyta Rudenko durchsetzen konnte. Während er den Titel im 14/1 endlos erstmals gewann, gelang ihm in den drei weiteren Wettbewerben die Titelverteidigung, im 9-Ball bereits zum zweiten Mal.
Anfang 2018 wurde Pazura ukrainischer Studentenmeister im 9-Ball. Wenig später folgten Siege beim ukrainischen Pokal und bei der Kiewer Meisterschaft sowie ein fünfter Platz beim Best-of-the-East-Turnier in Chișinău. Bei der EM 2018 spielte er die Disziplinen 14/1 endlos und 10-Ball bei den Herren und erreichte dabei im 14/1 endlos das Sechzehntelfinale. Im 8-Ball und 9-Ball trat er in der U23-Altersklasse an. Nachdem er sich im 8-Ball-Viertelfinale knapp dem späteren Europameister Casper Matikainen (7:8) geschlagen geben musste, zog er im 9-Ball ins Endspiel ein und traf auf den Portugiesen Samuel Santos, gegen den er in der Vorrunde mit 5:9 verloren hatte. Im Finale setzte sich Pazura knapp mit 9:8 durch und wurde damit zwei Jahre nach seinem ersten EM-Titel bei den Herren U23-Europameister.

#### Mannschaft
Im Juli 2016 war Pazura beim Atlantic Challenge Cup Teil des europäischen Teams, das den Junioren-Kontinentalvergleich gegen die USA mit 11:3 gewann.

### Snooker
Im September 2009 wurde Pazura beim Finalturnier der ukrainischen Snooker-Pokalserie Fünfter. Im November 2014 erreichte er bei der ukrainischen Meisterschaft das Achtelfinale, in dem er dem späteren Meister Serhij Issajenko mit 0:3 unterlag. Einen Monat später wurde er durch einen 3:2-Finalsieg gegen Mykola Nykyforow ukrainischer U21-Meister. Im Mai 2015 zog er bei der ukrainischen 6-Red-Meisterschaft ins Finale ein und verlor mit 4:5 gegen Issajenko. 2016 erreichte er bei der ukrainischen Meisterschaft das Achtelfinale und schied beim 6-Red-Wettbewerb in der Vorrunde aus. Im Februar 2017 zog er bei der ukrainischen Studentenmeisterschaft im Snooker ins Finale ein, in dem er Witalij Swyst mit 1:3 unterlag. Bei der nationalen Meisterschaft der Herren unterlag er 2017 im Viertelfinale Anton Kasakow. 2018 wurde er durch einen 3:0-Finalsieg gegen Andrij Schulha ukrainischer Studentenmeister.

## Erfolge
Poolbillard
- Ukrainischer 10-Ball-Meister: 2013, 2016, 2017
- 10-Ball-Junioren-Europameister: 2015
- Ukrainischer 9-Ball-Meister: 2015, 2016, 2017
- 8-Ball-Europameister: 2016
- Ukrainischer 9-Ball-Pokalsieger: 2016, 2017
- Ukrainischer 8-Ball-Meister: 2016, 2017
- Ukrainischer Studentenmeister (9-Ball): 2016, 2018
- Ukrainischer 14/1-endlos-Meister: 2017
- U23-Europameister (9-Ball): 2018

Snooker
- Ukrainischer U21-Meister: 2014
- Ukrainischer Studentenmeister: 2018